# Étienne de Grellet
Pour les articles homonymes, voir Grellet.
 (mai 2019).
Étienne de Grellet (28 octobre 1772 – 16 novembre 1855) est un missionnaire quaker français. Il est connu en anglais sous le nom de Stephen Grellet.

## Biographie
Il est né Étienne de Grellet du Mabillier à Limoges, fils d'Antoine Gabriel Grellet conseiller du roi Louis XVI et fondateur de la première manufacture de porcelaine de Limoges. Éduqué dans la religion catholique romaine, il étudia au collège militaire de Lyon et devint membre de la garde de Louis XVI. Il fut condamné à mort durant la Révolution française, mais s'échappa avec ses deux frères Joseph et Pierre en Hollande. En 1793, embarqués pour les Amériques Joseph et Etienne s'installent à Demerary, puis finalement aux États-Unis en 1795, et y fondent une société commerciale "Grellet et Bell".
Touché par les écrits de William Penn, de George Fox et d'autres adhérents du quakerisme, il devint membre de la Société des Amis en 1796. Il s'engagea dans un travail de missionnaire en Amérique du Nord et dans de nombreux pays européens, visitant en particulier les prisons et les hôpitaux. Il fut reçu à la cour des puissants, dont le pape Pie VII, le tsar Alexandre Ier, et les rois d'Espagne et de Prusse. Il encouragea de nombreuses réformes dans les politiques éducatives et dans les conditions des prisons et des hôpitaux.
Il épousa Rebecca Collins en 1804, fille de l'éditeur Isaac Collins.
Étienne de Grellet est mort à Burlington, New Jersey le 16 novembre 1855.